# Tchagra tchagra
El chagra de El Cabo (Tchagra tchagra) es una especie de ave paseriforme de la familia Malaconotidae, que habita en zonas de arbustos densos y matorrales costeros en el sur y sureste de Sudáfrica y Suazilandia.

## Descripción
El chagra de El Cabo mide unos 18 cm de largo. Presenta el píleo pardo y franjas oculares negras, y ambos están separados por anchas listas superciliares blancas. Sus partes inferiores son grises y sus partes superiores son de color castaño. Las alas cuando plegadas tienen un tono castaño rojizo intenso y la cola negra con el extremo blanco. Su pico algo aguzado es negro. Ambos sexos son similares, pero el plumaje de los juveniles tiene un tono mate y poseen una franja aterciopelada en el ojo.
Se puede diferenciar a los juveniles porque tienen el píleo pardo. Se diferencia de la chagra coroniparda porque es más grande, tiene el pico más corto y las partes inferiores más claras.
Existen tres subespecies bastantes similares del chagra de El Cabo. La nominal T. t. tchagra del Cabo Occidental que es la que presenta las partes inferiores más oscuras y el pico más largo. T. t. caffrariae tiene las partes inferiores más claras y el pico más corto, y T. t. natalensis del este de Sudáfrica y Suazilandia tiene las partes inferiores más claras de todas y el píleo de color castaño.
El macho del chagra de El Cabo tiene un canto silbado en tono descendente, ttttrtr te te te teuuu, al cual la hembra responde con un tzerrrrrrrr.

## Comportamiento
Construye su nido en forma de taza don palillos y brotes en una horquilla en un arbusto. La puesta consiste de 2 a 3 huevos. Los huevos son blancos, con pintas grises y rufas, los empollan durante 16 días, siendo precisos otros 14 días hasta que nacen los polluelos.
Esta es una especie territorial solitaria. Se alimenta a nivel del suelo de insectos y pequeñas presas.